# Ramazzano-Le Pulci
Ramazzano-Le Pulci è una frazione del comune di Perugia (PG).
La località si trova a circa 8 km a est di Perugia e faceva parte della Circoscrizione V. Il nome è composto da quello di due toponimi separati: Ramazzano (pronunciato Ramatsàno) è la parte di frazione che si trova in cima alla collina, mentre Le Pulci è la zona ai piedi della collina, lungo la pianura solcata dal fiume Tevere. Ad un'altezza di 226 m s.l.m., è occupato da 616 residenti.

## Storia
Il nome deriva da quello del Castello di Ramazzano, risalente al XII secolo e costruito dalla famiglia dei Ramazzani, a cui apparterrà dal 1097 fino alla fine del Cinquecento.
Nel 1258 appare come castrum Ramaçani nell'elenco dei castelli perugini. Gli esponenti più insigni di questa famiglia ricoprirono cariche importanti in diverse città dell'Umbria, tra le quali Todi e Foligno.
Nel 1415 il comune di Perugia chiese la demolizione del castello, motivo del contendere tra i Degli Oddi e i Baglioni, che si fronteggiavano politicamente in città. 
Nel 1433, Sinibaldo di Pietro Ramazzani partecipò ad un consiglio dei Priori di Perugia, nel quale venne decretata la distruzione del castello di Casa Castalda.
Nel 1444, Agamennone I di Giacomo Arcipreti di Porta Sant'Angelo, vi possedeva circa 44 ha di poderi cum domo et palatio (con abitazione e palazzo); egli era il cittadino perugino col maggior patrimonio fondiario dell'epoca. Nel 1433 Agamennone I era stato nominato cavaliere dall'imperatore Sigismondo di Lussemburgo e nel 1443 divenne governatore di Città di Castello.
Il castello passò nel 1594 al conte Giulio Cesare Degli Oddi, che volle arrogarsi poteri comunali ma fu condannato a pagare ingenti danni a Perugia.
Nel 1637, con la morte di Alessandro Ramazzani, la dinastia si estinse.
Nel XVIII secolo il castello passò ai senesi marchesi Coppoli; in seguito, appartenne anche al nipote di Leone XIII, Camillo Pecci, ai Presutti ed al conte Bennicelli. Questi, nel 1931, vi ospitò anche il re Vittorio Emanuele III.

## Economia e manifestazioni
La vasta pianura fertile occupata dal fiume Tevere permette un buon sviluppo dell'agricoltura. La quiete ed il paesaggio hanno anche favorito la nascita di numerose aziende agrituristiche. Nel paese sono presenti altre attività commerciali come il Conad e due bar situati lungo la strada principale. Nella zona industriale è presente uno stabilimento che si occupa della realizzazione di capannoni prefabbricati ed una azienda tessile, in passato era presente anche una fabbrica di mobili.

### Corsa dei Barroccini

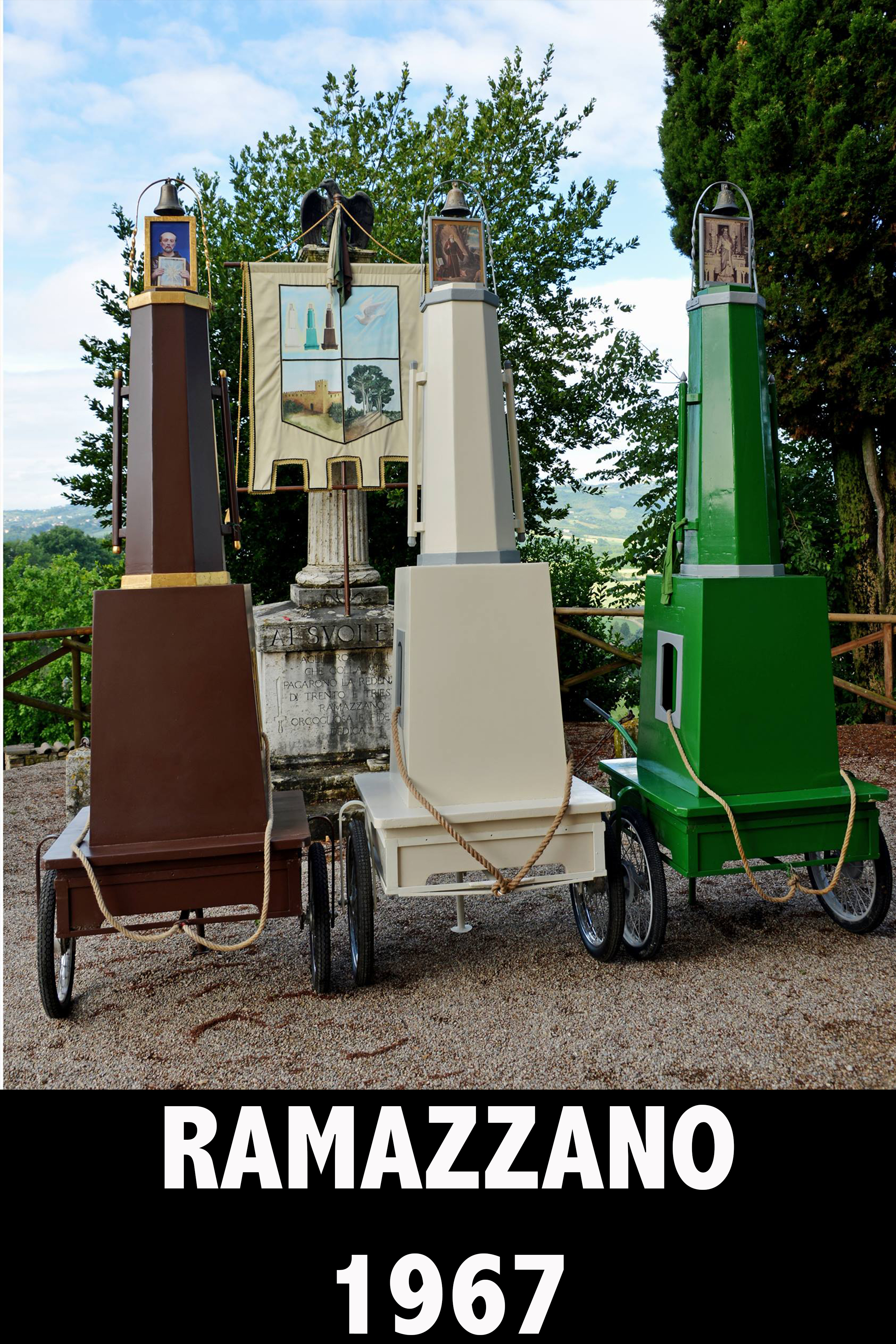

La corsa dei barroccini si tiene l'ultima domenica di maggio fin dal 1967, data in cui Benildo Tifi, Dante Pellegrini ed Ivo Rondini idearono questa festa in onore dei tre santi patroni di Ramazzano: san Tommaso Apostolo, sant'Antonio Abate e san Bernardino da Siena.
Vennero create tre colonne ottagonali di legno massello, immerse in un cubo di legno fin quasi la metà, a sua volta sorretto da un'intelaiatura di ferro con due ruote, una bura e due corde.
Li dipinsero dando ad ognuno il colore corrispondente al mantello del santo di cui porta in cima l'immagine: verde per san Tommaso Apostolo, bianco per sant'Antonio Abate e marrone per san Bernardino da Siena.
I barroccini vengono trainati in corsa da cinque persone (barrocciari) per santo, suddivisi in cinque cambi (quindi 25 in totale), come una staffetta, composti da un burista, due fianchi e due corde. Il percorso vede come partenza la chiesa di San Bernardino e l'arrivo la chiesa di San Tommaso Apostolo; data la lunghezza del percorso vengono effettuate due tappe, dove i barrocciari si riposano e si avviano a posizionarsi presso gli altri cambi.
La corsa prende spunto dalla corsa dei Ceri, che si svolge a Gubbio, con la quale in passato si sono verificate alcune tensioni.

## Monumenti e luoghi d'arte
- Il Castello (XII secolo) è stato restaurato più volte nel corso dei secoli ed adattato a residenza abitativa, con varie sale affrescate. Tuttora conserva un buon sviluppo murario, merlato alla guelfa, una torre quadrata ed un cortile interno; in esso si trova un pozzo profondo 40 m comunicante con i sotterranei e le segrete. La Cappella del Castello era gestita dai monaci cistercensi dell'abbazia di Montelabate sin dal 1113, e rappresentò la parrocchia fino al 1600.
- Chiesa parrocchiale (1610), dedicata a San Tommaso e costruita su un terreno dei conti Degli Oddi.

## Sport
- ASD LUCA ROSI RAMAZZANO (campione di seconda categoria umbra)

Stadio "la bombonera" di Ramazzano
(calcio).